# Carl Cröger
Carl Cröger, auch Karl Croeger (* 29. September 1805 in Schlesien; † 25. September 1886 in St. Petersburg, Kaiserreich Russland) war ein Historiker und Lehrer.

## Leben
Als Pädagoge war Cröger an verschiedenen Einrichtungen tätig. Von 1841 bis 1845 war er Lehrer der Krümmer’schen Anstalt unter der Leitung von Heinrich Caspar Krümmer (1796–1873) in Werro. Von 1847 bis 1860 war er Lehrer an der Schmidt’schen Anstalt in Neu-Tennasilm in Fellin, die von Hans Schmidts Vater gegründet wurde, und von 1860 bis 1867 Lehrer am Wiedemann’schen Gymnasium von Hermann Wiedemann (1817–1866) zu Reval in St. Petersburg.

## Mitgliedschaften
- 1865 korrespondierendes Mitglied der Gesellschaft für Geschichte und Altertumskunde der Ostseeprovinzen Russlands, Riga
- 1874 Ehrenmitglied, Gelehrte Estnische Gesellschaft, Dorpat

## Werke
- Geschichte Liv-, Ehst- und Kurlands. Erster Theil 1159–1346. St. Petersburg 1867[2]
- Geschichte Liv-, Ehst- und Kurlands. Zweiter Theil 1346–1561. St. Petersburg 1870[3]